# Kimon Evan Marengo
Pour les articles homonymes, voir Marengo et Kem.
Kimon Evan Marengo, né le 4 février 1904 à Zefta (Égypte), décédé le 4 novembre 1988, plus connu sous le pseudonyme Kem, est un dessinateur britannique de naissance égyptienne.

## Biographie
Fils d'Evangelo T. Marengo, un marchand de coton grec, et d'Aristea Raftopoulo, Marengo grandit dans la communauté grecque d'Alexandrie, en Égypte. Dans son enfance, il s'amuse à réaliser son propre magazine satirique. En 1929, il part étudier à l'École libre des sciences politiques de Paris, dont il sort diplômé en 1931. Il commence à faire des dessins pour des journaux, notamment Le Canard enchaîné, Le Petit Parisien, John Bull, le Daily Herald et The Daily Telegraph, The New York Times.
Marengo entre au collège d'Exeter, à l'Université d'Oxford, en 1939. Mais quand éclate la Seconde Guerre mondiale, il entre au Ministère de l'Information (1939-1945) et dessine 3 000 affiches de propagande, prospectus et dessins politiques dans diverses langues, notamment trois dialectes arabes et le persan. Ceci traduit le souci de la propagande britannique d'obtenir le soutien de la population persane. Il a écrit huit livres. Il a également été impliqué dans le Political Warfare Executive en Afrique du Nord puis dans les questions du Moyen-Orient.
Après la guerre, Marengo reprend ses études à Oxford, qu'il achève à la fin de 1946 grâce à un programme accéléré. Il a consacré sa thèse à l'Illustration comme arme politique en Angleterre : 1783-1832 (The Cartoon as a Political Weapon in England: 1783-1832).

## Publications
- Oua Riglak. Gare les Pattes, 1928
- Alexandrie, Reine de la Méditerranée, 1928
- Toy Titans, 1937
- One by one, his legs will be broken, 1941
- Adolf and his donkey Benito, 1942
- Lines of attack, 1944[3]